# جيفرسون (مقاطعة مونرو)
جيفرسون، مقاطعة مونرو (بالإنجليزية: Jefferson, Monroe County, Wisconsin)‏ هي بلدة تقع بولاية ويسكونسن في الولايات المتحدة. تبلغ مساحتها 90.3 (كم²)، وترتفع عن سطح البحر 422 م، بلغ عدد سكانها 800 نسمة في عام 2000 حسب إحصاء مكتب تعداد الولايات المتحدة وتصل الكثافة السكانية فيها 8.9 نسمة/كم2.

## وصلات خارجية
- The US50 - Cities and Towns in Wisconsin State
- Wisconsin Cities and Towns, Facts, Map, Flag, Colleges, Government, and More